# Suvórov-Txerkesski
Suvórov-Txerkesski - Суворов-Черкесский (rus) és un possiólok del krai de Krasnodar, a Rússia. Es troba a la vora del liman Vitiàzevski, al nord de la desembocadura del riu Gostagaika en la mar Negra. És a 15 km al nord d'Anapa i a 134 km a l'oest de Krasnodar.
Pertany al possiólok de Vinogradni.